# Baratang

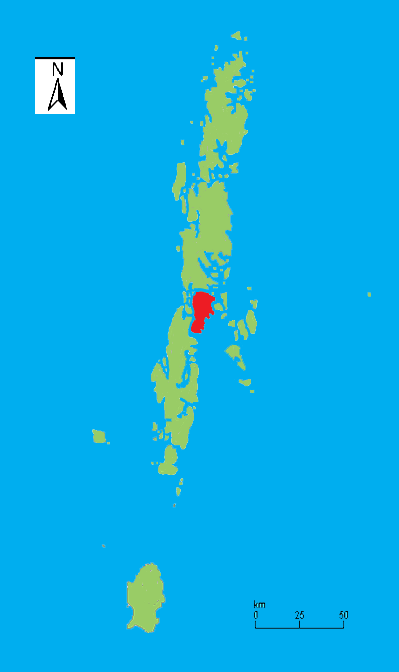
Barantang em Vermelho

Barantang é uma ilha do arquipélago das ilhas Andamão, na Índia, sendo uma das principais ilhas do grupo da Grande Andamão.
Barantang esta situada entre Andamão Média ao norte e Andamão do Sul ao sul. As ilhas do arquipélago Ritchie estão situadas a aproximadamente 20 km a este.  Port Blair, a capital do território de Andamão e Nicobar, é situada a aproximadamente 100 km ao sul.
Baratang possui os únicos exemplos conhecidos de vulcão de lama na Índia. Estes vulcões entram esporadicamente em erupção; pensa-se que aquelas de 2005 estão ligadas ao terramoto do oceano Índico de 2004 na região. A erupção precedente remontava ao 18 fevereiro 2003.
A região conta outros vulcões: na ilha Barren, o único vulcão ativo no sul da Asia, e o Narcondam, considerado como dormente.